# Иванов, Илья Михайлович
Илья Михайлович Иванов (10 августа 1924 — 7 августа 1997) — советский военнослужащий, участник Великой Отечественной войны, старшина, командир миномётного расчёта 1159-го стрелкового полка, 351-й стрелковой дивизии, 1-й гвардейской армии, 4-го Украинского фронта, полный кавалер Ордена Славы (1944, 1945, 1951). За годы войны был четырежды ранен, после прохождения лечения, как правило, попадал в новые подразделения, поэтому о многих своих наградах узнал только после войны.

## Биография
Родился 10 августа 1924 года в семье рабочего в городе Торезе (в то время — Чистяково) Донецкой области, Украинской ССР. По национальности — русский. Поступил в школу в 1933 году, где проходил обучение до сентября 1941 года.
Как учащийся старших классов был мобилизован на трудовой фронт в сентябре 1941 года для строительства оборонительных сооружений возле станции Гайчур Запорожской области (Украинская ССР). С трудового фронта возвратился в Чистякове, который уже был оккупирован немецко-фашистскими захватчиками. Скрывался от угона в Германию проживая у родителей до сентября 1943 года.
После освобождения города Чистяково в сентябре 1943 года поступил добровольцем в действующую армию, прошёл месячную подготовку изучая стрелковое оружие (винтовка, автомат, пулемёт «Максим») и с маршевой ротой прибыл в 14-ю бригаду 4-го Сталинградского мехкорпуса.
В течение весны 1944 года участвовал в боевых действиях в звании старшины пулемётной роты в составе 902-го стрелкового полка, 248-й стрелковой дивизии. Первый орден Славы 3-й степени (приказ № 484873 от 16 апреля 1944 года) получил за самоотверженные действия в бою 11 марта 1944 года в районе села Кошара (Бериславский район Херсонской области Украинской ССР), когда по своей инициативе он выкатил пулемёт «Максим» на открытую позицию и фланкирующим огнём сорвал немецкую атаку. Был ранен и после боя отправлен в госпиталь, о том, что его представили к награждению орденом Славы он тогда не знал.
После выздоровления получил направление в 1159-й стрелковый полк 351-й стрелковой дивизии, где провоевал до победы на должности минометного расчета.
Второй раз награждён орденом Славы 3-й степени за бой около населенного пункта Стретава (22 км восточнее города Треишов, Словакия) произошедший 25 ноября 1944 года. Минометный расчет под его командованием отличился в подавлении немецких огневых точек, которые пытались препятствовать продвижению советской пехоты через водный рубеж. Старшина Иванов снова получил ранение, но не вышел из боя.
После прохождения лечения был направлен в старую часть и снова проявил себя в боевых действиях в Чехословакии, около населенного пункта Мокранце 9 января 1945 года когда точным минометным огнём уничтожил не менее 12 солдат противника. Немного позднее, 12 января 1945 года западнее населенного пункта Брдо был снова ранен, но продолжал выполнять свои обязанности. Вследствие этого приказом от 8 мая 1945 года № 19194 старшина Иванов Илья Михайлович был удостоен ордена Славы 2-й степени.
После окончательной победы в июне 1945 года принял участие в параде на Красной площади и в том же году был демобилизован (22.11.1945) из вооруженных сил Советского Союза. Таким образом, будучи награждённым тремя орденами Славы, он не являлся полным кавалером. Ситуация была исправлена Указом Президиума Верховного Совета СССР от 20 декабря 1951 года в порядке перенаграждения Иванов Илья Михайлович был удостоен ордена Славы 1-й степени (№ 2301).
До выхода на пенсию работал преподавателем в городе Торез, Донецкой области, скончался 7 августа 1997 года.

## Память
- В мае 2014 года на фасаде здания школы №10 города Торез, где работал Герой учителем физкультуры, установлена мемориальная доска.

## Награды
За боевые и трудовые успехи был награждён: 
- Орден Славы I степени (20.12.1951)
- Орден Славы II степени (08.05.1945)
- Орден Славы III степени (16.04.1944)
- орден Отечественной войны I степени.
- медалями.